# Novoděvičí klášter
Novoděvičí klášter (rusky Новодевичий монастырь) je pravoslavný ženský klášter v Moskvě na Děvičím poli u řeky Moskvy. Založen byl velkoknížetem Vasilijem III. roku 1524 jako poděkování za osvobození Smolenska od Litevců a zasvěcen je Smolenské ikoně Boží Matky Odigitrije. Po dvě staletí sloužil k internaci urozených žen.
Klášterní komplex nedoznal od 17. století výrazných změn, proto je coby vynikající příklad moskevského baroka zařazen od roku 2004 na seznam světového dědictví UNESCO.

## Historie

### Založení
Klášter založil 23. května 1524 moskevský velkokníže Vasilij III. jako výraz vděku za dobytí Smolenska o deset let dříve. Dostál tak své přísaze, učiněné pod hradbami města, že pokud se mu podaří navrátit smolenskou zemi vlasti, nechá v Moskvě vystavět ženský klášter.

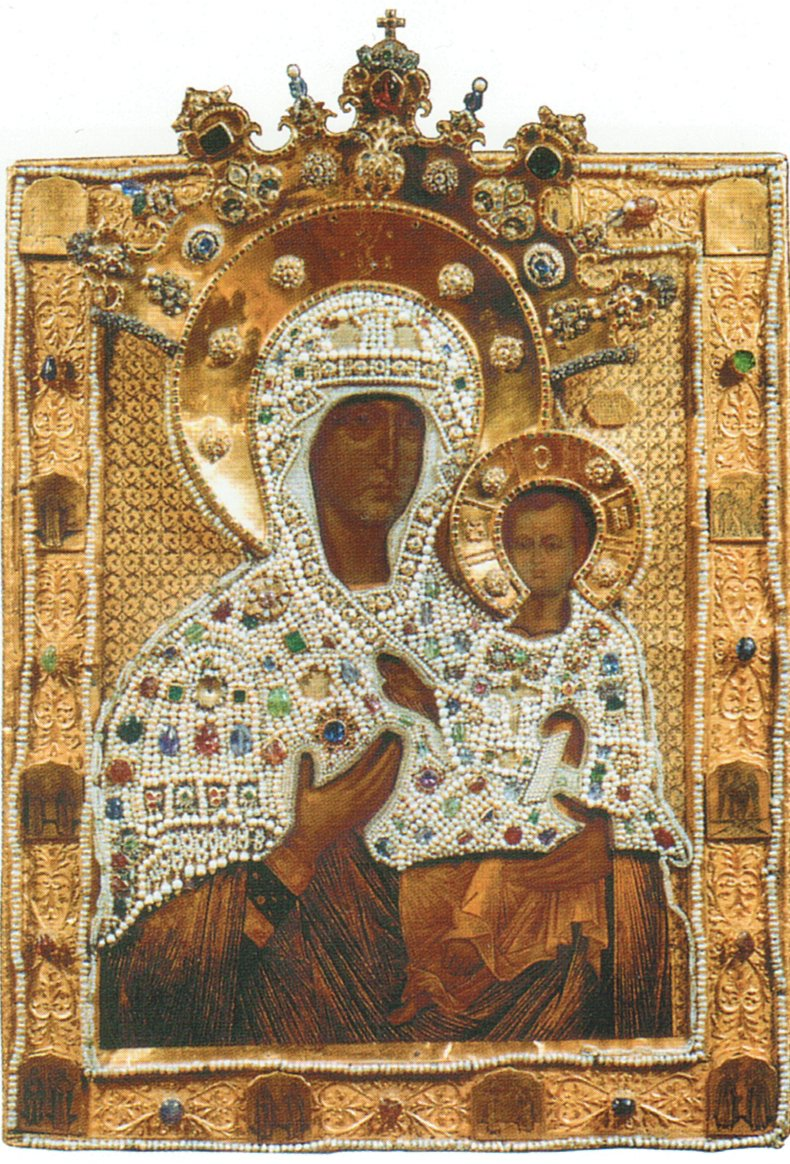
Smolenská ikona Boží Matky (Moskva, 1456)

Smolensk totiž připadl Litvě roku 1449 na základě dohody mezi litevským velkoknížetem Kazimírem IV. a moskevským velkoknížetem Vasilijem II. V rámci snahy završit sjednocení ruských zemí okolo Moskvy dobyl Vasilij III. roku 1514 Smolensk zpět a přičlenil jej k Moskevskému velkoknížectví.
Nový klášter byl zasvěcen Smolenské ikoně Boží Matky Odigitrije, neboť když 1. srpna 1514 triumfálně vjížděl Vasilij III. do města, vyšli jej uvítat obyvatelé v čele s místním episkopem, aby mu předali tuto vzácnou ikonu byzantského původu. Název Novoděvičí (Новодевичий) je odvozen z původního označení Нов монастырь Девичь, tedy Nový klášter panen.
Pro stavbu bylo vyčleněno místo v ohbí řeky Moskvy, tři versty od Moskevského kremlu na Děvičím poli. Místo nebylo vybráno náhodně - právě zde roku 1456 navrátili Moskvané Smolenskou ikonu Boží Matky Odigitrije obyvatelům Smolenska (jak se předtím dostala ze Smolenska do Moskvy, není úplně jasné). Na zřízení kláštera vyčlenil kníže 3000 rublů stříbra, vesnice a polnosti a zbavil jej povinnosti platit daně. 7. srpna 1525 se potom konal slavnostní průvod, při kterém byla z Moskevského kremlu do Novoděvičího kláštera přenesena zázračná ikona, jíž klášter zasvětili. Na památku této události se potom každoročně konala pouť z Kremlu. První představenou kláštera se stala svatá Jelena Moskevská, povolaná z Pokrovského kláštera v Suzdalu.
Někteří badatelé ovšem poukazují na to, že kníže si vzpomněl na svůj slib učiněný pod hradbami Smolenska právě ve chvíli, kdy řešil otázku rozvodu se svou neplodnou manželkou Solomonijí Saburovou. Tu nechal roku 1525 umístit do právě zřízeného kláštera, aby si mohl vzít Jelenu Glinskou, která mu nakonec porodila vytouženého následníka trůnu (Ivana IV.). Solomonija sice v Novoděvičím klášteře dlouho nepobyla (dožila v Pokrovském klášteře v Suzdalu), avšak další urozené paní nedobrovolně pobývající v jeho zdech na sebe nenechaly dlouho čekat.

### Éra Rurikovců

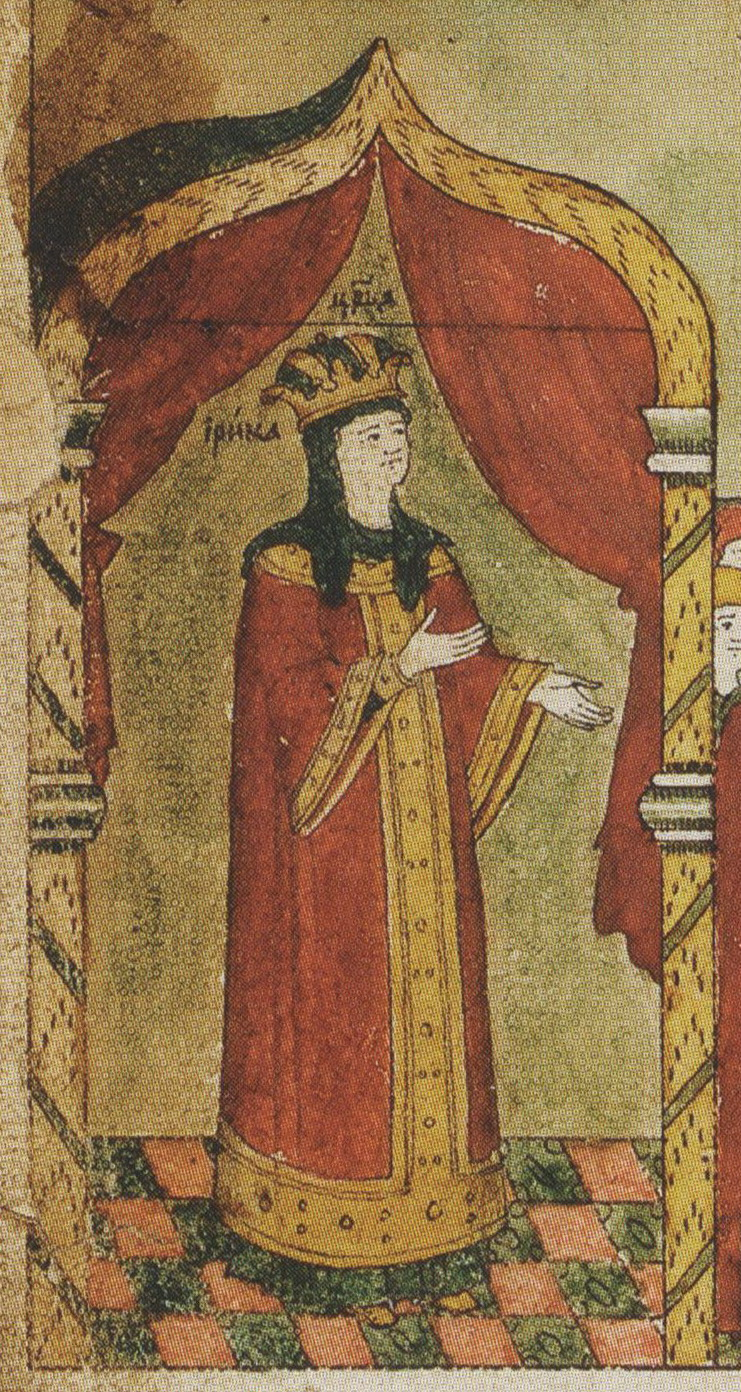
Irina Godunovová (Godunovský žaltář, Moskva, 1594)

Za vlády Ivana IV. Hrozného se v klášteře usadili jeho nejbližší příbuzní a monastýr tak získal dvorský status. Roku 1564 vstoupila do kláštera kněžna Palecká, vdova po knížeti Juriji Vasiljeviči, mladším bratrovi Ivana IV. Kněžna žila v osobních celách s vlastní kaplí, vydržovala si dvořanstvo, měla vlastní sklep, lednici a kuchaře. Později ji však Ivan IV. nechal utopit v řece Šeksně.
V lednu 1598 byla do kláštera umístěna carevna Irina Godunovová, čerstvá vdova po Fjodoru I., která byla po carově smrti jedinou právoplatnou následnicí trůnu. Carevně vstup do řádu nezabránil vládnout, klášter se tak na krátkou dobu stal sídlem hlavy státu, ve kterém přijímala bojary a vydávala nařízení. Chvíli se zde také ukrýval její bratr Boris Godunov, který byl 22. února 1598 ve smolenském chrámu Novoděvičího kláštera korunován carem.
Během vlády Borise Godunova se dostalo klášteru velké přízně, a mohlo tak dojít k jeho rekonstrukci, rozšíření a opevnění.
Klášter nebyl zpočátku zamýšlen jako pevnost (na rozdíl od mnohých tehdejších klášterů), když proto roku 1571 přitáhnul krymský chán Devlet I. Geraj k Moskvě, bez většího odporu jej vypálil. V roce 1591 by byl nejspíš Krymskými Tatary opět vypálen, naštěstí se však nájezdníky podařilo odrazit daleko před Moskvou. Car si nicméně uvědomil, že by bylo vhodné klášter opevnit a vytvořit z něj tak předsunutou pevnost, která by posílila obranu Moskvy. Vznikly proto 900 m dlouhé, 13 m vysoké a 3 m silné kamenné hradby s cimbuřím, střílnami a množstvím věží. V klášteře potom byla umístěna stálá posádka střelců.
Na přelomu 16. a 17. století žilo v klášteře 122 jeptišek, z nichž 20 bylo z urozených knížecích či bojarských rodů. Všechny řeholnice dostávaly důchod z carské pokladny, kromě toho byly hrazeny výdaje na vydržování dvořanů, hostie, vosk, nakládané ryby a sůl. Ke klášteru patřily rozsáhlé polnosti.

### Smuta
V období smuty se stal klášter důležitým strategickým objektem pro různé vojenské a politické síly, stejně jako útočištěm pro mnohé urozené osoby (přebývala zde např. Xenie Godunovová). Lžidimitrij I. klášteru v roce 1605 zkonfiskoval pokladnu, o rok později musel Vasilij IV. vyslat smolenský oddíl, aby monastýr bránil před povstalci Ivana Bolotnikova. Roku 1610 jej dobyly oddíly pod vedením Ivana Zaruckého (oddaného polskému králi) a v následujících dvou letech se v něm doslova střídaly různé strany konfliktu, až konečně v srpnu 1612 definitivně obsadily klášter jednotky knížete Požarského, kterému se zanedlouho podařilo také osvobodit od polsko-litevské okupace celou Moskvu.

### Éra Romanovců

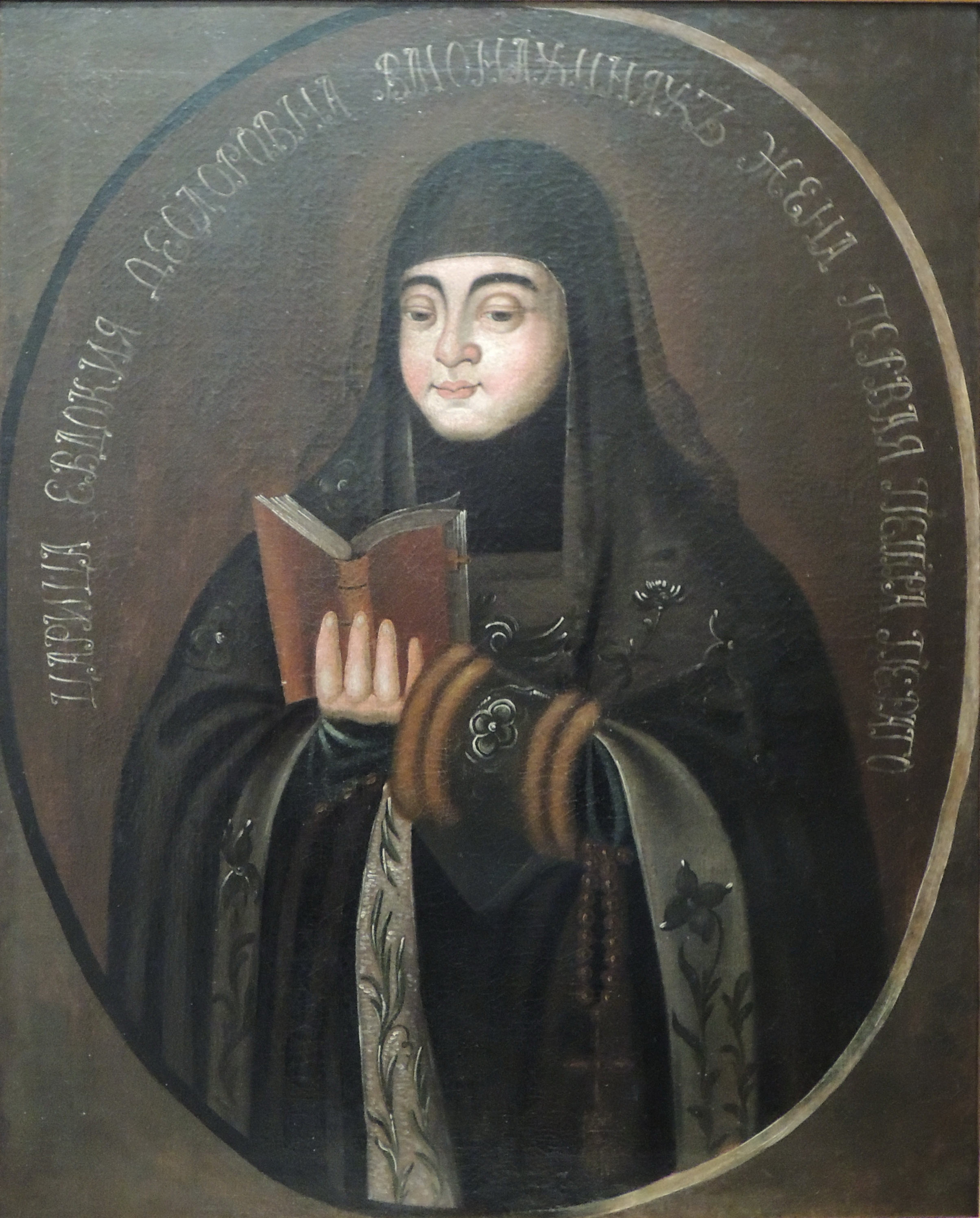
Jevdokija Lopuchinová v oděvu jeptišky

Když konečně s nástupem Michaila I. Fjodoroviče pominulo období smuty, začalo se s obnovou kláštera, kterému napomohlo i osvobození monastýru od daní. Roku 1615 vstoupila do kláštera vdova po caru Vasiliji Šujském Marie Bujnosovová-Rostovská (jako jeptiška přijala jméno Jelena). V polovině 17. století již byl klášter plně opraven, znovu opevněn a počítal se mezi nejbohatší kláštery Ruska. Na přelomu 17. a 18. století patřilo klášteru 15 tisíc nevolníků a více než 150 tisíc děsjatin pozemků (164 tisíc hektarů) ve 36 vesnicích, hostinec v Kremlu a osada se 127 řemeslníky.
V 17. století vznikla mezi ruskými cary tradice přijíždět každý rok 28. července, v den Smolenské ikony Boží Matky Odigitrije, na modlitby do Novoděvičího kláštera. Carův doprovod rozbil stany na Děvičím poli, osazenstvo kláštera bylo pohoštěno a obdarováno, pro běžný lid byla na Děvičím poli připravena slavnost. Podobná akce se konávala také po Velikonocích při výročí založení kláštera.
Když v roce 1654 car Alexej I. Michajlovič definitivně osvobodil Smolensk od polsko-litevské nadvlády, po vzoru Vasilije III. štědře odbdaroval Novoděvičí klášter a věnoval mu Iverskou ikonu Boží Matky, která je zde uložena dodnes.
Klášter také nadále sloužil jako místo internace urozených žen. Car Petr I. nařídil po povstání střeleckých pluků roku 1689 proti její vůli přijmout do kláštera carevnu Žofii Alexejevnu, Petrovu nevlastní sestru, která povstalce podporovala. Zároveň car rozkázal, aby pod okny Žofiiny cely pověsili její spojence, účastníky povstání. Internovaná Žofie Alexejevna se nicméně zasadila o výstavbu nejvýraznějších budov kláštera. Za své vlastní prostředky dala postavit klášterní jídelnu, chrám Zesnutí přesvaté Bohorodice a dva chrámy nad branami – Pokrovu přesvaté Bohorodice a Proměnění Páně. Roku 1690 se začalo s výstavbou zvonice ve stylu moskevského baroka, která je dodnes dominantou areálu.
Vedle sestry Petra Velikého zde nakonec skončila i jeho první manželka Jevdokija Lopuchinová. Ta se carovi znelíbila, donutil ji proto v roce 1698 vstoupit do Spaso-Jevfimijova kláštera v Suzdalu. Roku 1727 jí potom Petr II. dovolil dožít právě v Novoděvičím klášteře. Budova, kde se nacházela její cela, se dodnes nazývá Lopuchinovský palác.
Petr I. se také zasloužil o to, aby byl v klášteře zřízen azyl pro odložená děvčátka. Dívky se v klášteře učily plést holandské košíky, aby se o sebe mohly později samy postarat, přičemž brabantské mistry vyučující tomuto řemeslu osobně zajistil sám car.
V roce 1812 obsadily klášter, stejně jako celou Moskvu, Napoleonovy oddíly. Podle pověsti chtěli Francouzi vyhodit klášter do povětří, avšak jedna z jeptišek stihla zalít knot vedoucí k výbušninám vodou.

### 20. a 21. století

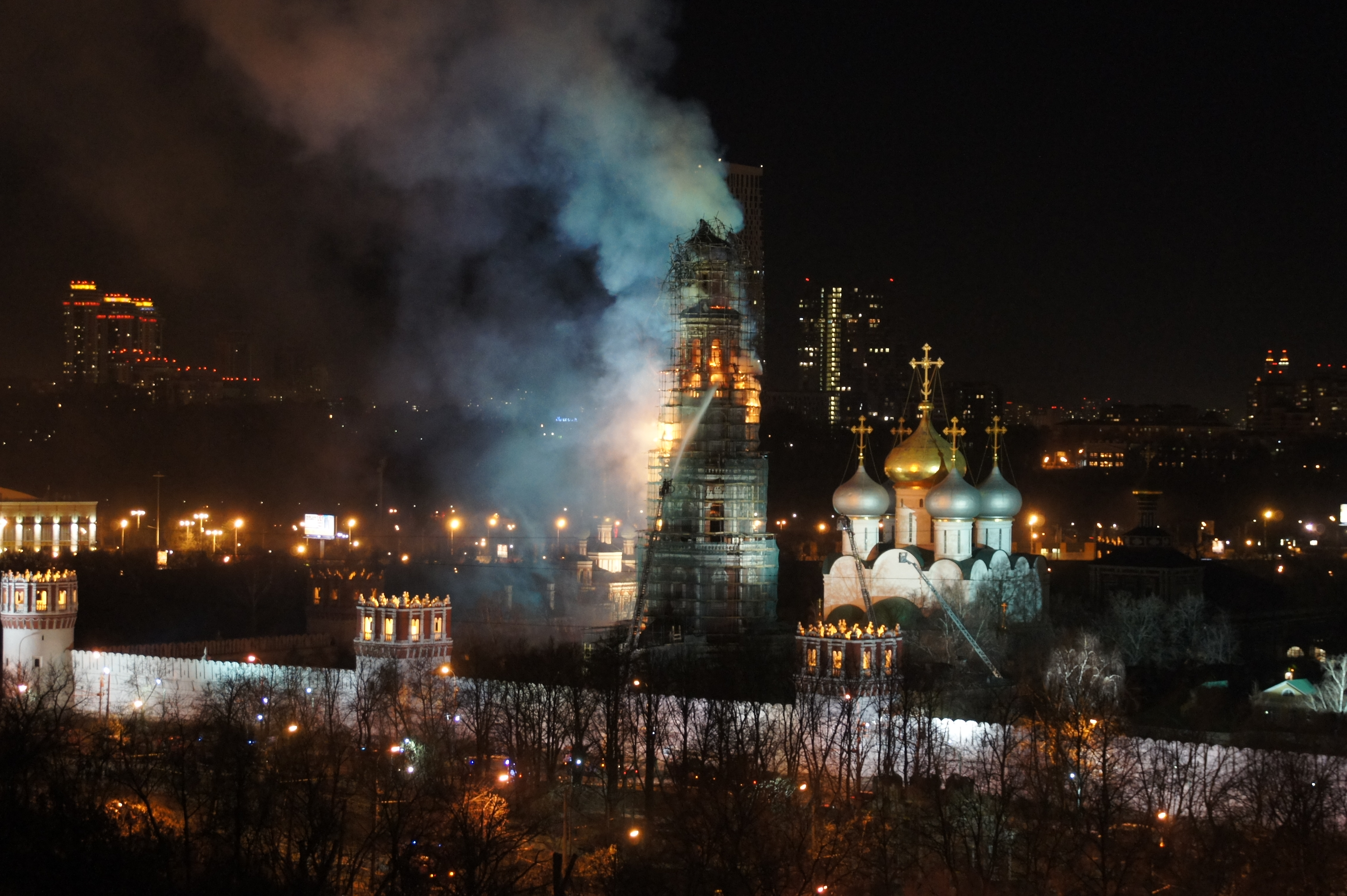
Požár zvonice roku 2015

Po Říjnové revoluci v letech 1917-1918 byl klášter prakticky zrušen. V roce 1922 zde bylo založeno muzeum Carevna Žofie a střelci, od roku 1925 Muzeum všednosti Novoděvičí klášter, které se roku 1934 stalo pobočkou Státního historického muzea.
Na podzim 1943 byly v souvislosti s válkou v Lopuchinském paláci kláštera otevřeny Moskevské bohoslovecké kurzy, od roku 1944 Vysoká škola bohoslovecká, později přeměněná na Moskevskou duchovní akademii a seminář a přesunutá roku 1948 do Trojicko-sergijevské lávry v Sergijevu Posadu. Během války byly také obnoveny bohoslužby v chrámu Proměnění nad branou a v chrámu Zesnutí přesvaté Bohorodice. Lopuchinovský palác potom od roku 1964 sloužil coby rezidence metropolity krutického a kolomenského.
Roku 1994 se do kláštera vrátily řeholnice, celý klášterní komplex začal být důkladně restaurován a v roce 2010 byl převeden do vlastnictví Moskevské eparchie Ruské pravoslavné církve. O dva roky později byla klášteru na slavnostním ceremoniálu za účasti prezidenta Putina navrácena také vzácná Iverskou ikonu Boží Matky, která se do Ruska dostala roku 1648 z Athosu.
Roku 2004 byl komplex Novoděvičího kláštera zapsán na seznam světového dědictví UESCO.
Dne 15. března 2015 zachvátil požár zvonici kláštera. Začalo hořet lešení, které čtyřicetimetrovou věž obklopovalo kvůli restaurátorským pracím. Příčinou požáru byl zkrat v elektrickém připojení teplometů, které vysoušely opravovanou fasádu. Oheň zničil lešení, ale zvonici nezpůsobil vážnější škody.

## Areál kláštera
Středobodem areálu je monumentální Smolenský chrám, v jehož interiéru se dochovala fresková výmalba ze 16. století. Vystavěn byl po vzoru chrámu Zesnutí přesvaté Bohorodice v Moskevském kremlu.
Na konci 17. století za vlády carevny Žofie vzniknul architektonický plán založený na dvou osách, které se protínají právě ve Smolenském chrámu. Osa sever-jih je vymezena dvěma chrámy nad branou (Pokrovský a svatého Ambrože), osa západ-východ zvonicí a jídelnou. Podle listin z 2. poloviny 18. století je autorem tohoto plánu a většiny klášterních objektů stavitel Pjotr Potapov (žil na konci 17. století).
Šestihranná zvonice ve stylu naryškinského baroka byla se svými 72 metry ve své době druhou nejvyšší zvonicí v Moskvě (po Zvonici Ivana Velikého v Kremlu). Na základě analýzy proporcí je zřejmé, že zvonice měla mít původně 7 pater, nebyla však dostavěna kvůli svržení carevny Žofie roku 1689.
Hradby s věžemi byly poprvé vybudovány za panování Borise Godunova, avšak na konci 17. století byly zcela přestavěny, přičemž věže získaly své charakteristické dekorativní zakončení.
| Český název                                  | Rusky                                                 | Postaveno                | Obrázek | Poznámky |
| -------------------------------------------- | ----------------------------------------------------- | ------------------------ | ------- | --- |
| Chrám Smolenské ikony Boží Matky             | Соборный храм Смоленской иконы Божией Матери          | 1524–1525                |         | Nejstarší chrám Novoděvičího kláštera. Architektonicky blízký chrámu Zesnutí přesvaté Bohorodice Moskevského kremlu, ačkoliv se od něj odlišuje řadou prvků. Není jasné, zda byl jeho autorem Aleviz Novyj, nebo Nestor. |
| Chrám Zesnutí přesvaté Bohorodice s jídelnou | Храм Успения Пресвятой Богородицы с трапезной         | 1685–1687                |         | Přídělek apoštola Jana, knížete Vladimíra a v horním patře Seslání Ducha svatého. |
| Jídelna                                      | Трапезная                                             | 1685–87                  |         | Jídelna při chrámu Zesnutí přesvaté Bohorodice |
| Zvonice                                      | Колокольня                                            | 1689-1690                |         | Budova ve stylu naryškinského baroka je vysoká 72 m a nachází se zde dva chrámy: přepodobných Varlaama a Ioasafa pod zvonicí a svatého apoštola Jana (prostřední patro zvonice). Při rekonstrukci v roce 2015 věž zachvátil požár, k vážnějšímu poškození však nedošlo. |
| Chrám Proměnění nad severní branou           | Храм Спаса Преображения над северными воротами        | 1687-1689                |         | Chrám sice není volně dostupný, bohoslužby se v něm však provádí. Jedná se o domovský chrám metropolity krutického a kolomenského. Z vnější strany jej obkružuje balkón, věže jsou typické pro ukrajinské baroko. |
| Lopuchinský palác                            | Лопухинские палаты                                    | 1687—1688                |         | Přimyká k chrámu Proměnění. Vystavěn byl pro Jekatěrinu Alexejevnu, dceru cara Alexeje Michajloviče. Jméno získala budova podle Jevdokije Lopuchinové, první ženě Petra I., která zde strávila léta 1727-1731. Na fasádě se dochovaly nejstarší sluneční hodiny v Moskvě. V interiéru je možno obdivovat historická kachlová kamna. V současnosti Lopuchinský palác slouží jako rezidence metropolity krutického a kolomenského. |
| Pokrovský chrám nad jižní branou             | Храм Покрова Пресвятой Богородицы над южными воротами | 1683-1688                |         | Brána je v současnosti trvale uzavřena a nepoužívá se. |
| Marijinský palác                             | Мариинские палаты                                     | 1683—1688                |         | Přimyká k Pokrovskému chrámu. Tento cihlový palác s detaily z bílého kamene byl nazván podle dcery Alexeje Michajloviče, carevny Marie Alexejevny, která zde žila v 90. letech 17. století. Budova byla původně dvoupatrová. Po jistou dobu zde také pobývala carevna Žofie, tehdy se nejspíš objevilo třetí patro. |
| Chrám svatého Ambrože                        | Храм свт. Амвросия Медиоланского                      | přelom 16. a 17. století |         | Původně byl zasvěcen Janu Křtiteli. Několikrát došlo k jeho přestavbě. |
| Dům carevny Iriny Godunovové                 | Палаты царицы Ирины Годуновой                         | 16. století              |         | Tvoří spolu s chrámem sv. Ambrože jeden komplex budov. K chrámu původně přimykala dvoupatrová jídelna, která se však přestala využívat po výstavbě chrámu Zesnutí přesvaté Bohorodice s novou jídelnou. Na konci 16. století potom byla tato budova výrazně rozšířena a upravena pro potřeby carevny Iriny Godunovové. Celý tento komplex budov jsou nejstarší stavby v klášteře hned po chrámu Smolenské ikony Boží Matky.      |
| Pěvecké cely                                 | Певческие палаты                                      | 1718-1726                |         | Tato jednopatrová budova je největším obytným objektem kláštera. Původně zde byly cely pro sestry, později sídlo představené a v 19. století byla budova vyčleněna pro jeptišky zpěvačky (odtud název). |
| Pokladnice                                   | Казначейские палаты                                   | přelom 17. a 18. století |         | Kamenná budova, vystavěná jako cely jeptišek. Původně byla jednopatrová, v 1. polovině 19. století vznikla dřevěná mezonetová přístavba a portik na sloupech. |
| Dům carevny Žofie                            | Палаты царевны Софьи                                  | 17. století              |         | V současnosti slouží jako muzeum. Uvnitř jsou k vidění kachlová kamna ze 17. století. Z oken této budovy se musela carevna Žofie dívat na pověšené střelce, povstalce proti Petru I. Z budovy je průchod do prvního patra Rybniční věže. |
| Filaťjevské učiliště                         | Филатьевское училище                                  | 1871–1878                |         | Dvoupatrová budova koleje s balkónem na čelní straně byla vystavěna na náklady N. P. Filaťjevové a sloužilo původně ke vzdělávání osiřelých děvčat. V současné době zde sídlí vedení Moskevské eparchie. |
| Nemocnice                                    | Больничные палаты                                     | 17. století              |         | V tomto domě žil v letech 1938–1984 významný ruský architekt a restaurátor Pjotr Dmitrijevič Baranovskij. |
| Střelecká strážnice u Nikolské věže          | Стрелецкая караульня при Никольской башне             | 17. století              |         | Až do bolševické revoluce se zde nacházela kaple svatého Mikuláše, do níž vedl zvláštní vchod. |
| Střelecká strážnice u Čebotarné věže         | Стрелецкая караульня при Чеботарной башне             | 17. století              |         | Čebotarná věž získala své jméno podle čebotarů, tedy ševců, kteří v ní kdysi žili. |
| Setuňská střelecká strážnice                 | Сетуньская стрелецкая караульня                       | 17. století              |         | |
| Prachárna                                    | Погребные палаты                                      | konec 17. století        |         | |
| Kaple Prochorovových                         | Усыпальница Прохоровых                                | 1911                     |         | Byla postavena jako hrobka rodiny bohatých ruských průmyslníků Prochorovových v pseudoruském stylu. Uvnitř se dochovaly okázalé mozaiky. |

## Novoděvičí hřbitov
Již od svého založení sloužil Novoděvičí klášter jako místo posledního odpočinku pro jeptišky a šlechtičny, později i pro jiné stavy. Nejdříve byli zesnulí pohřbíváni do krypty chrámu Smolenské ikony Boží Matky (např. carevny Žofie a Jevdokija), v jeho okolí či poblíž chrámu Zesnutí přesvaté Bohorodice. Když však bylo roku 1771 omezeno pohřbívání ve městech a v klášterech (zejména v těch městských), postupně se za hradbami kláštera začal formovat Novoděvičí hřbitov coby pohřebiště šlechty a duchovenstva, od 19. století sem byly ukládány také ostatky významných osobností. Roku 1898 byl hřbitov značně rozšířen směrem na jih.

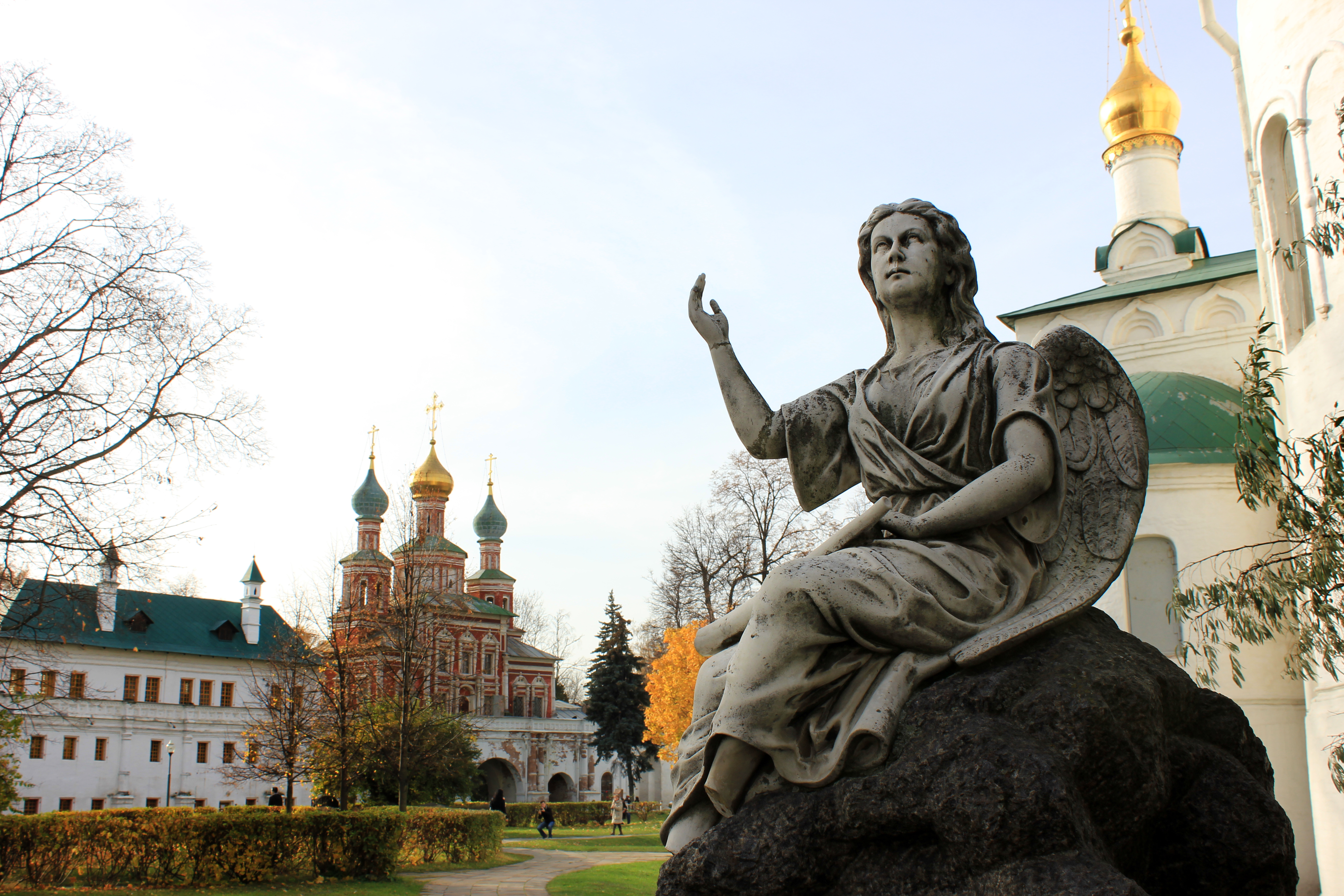
Anděl na náhrobku u chrámu Smolenské ikony Boží Matky

Ve 30. letech 20. století byla pod záminkou rekonstrukce ze hřbitova odstraněna velká část hrobů (zůstalo jen asi 100 z původních 2000). Zároveň sem byly přeneseny ostatky bolševiky ceněných osobností z jiných zrušených hřbitovů a Novoděvičí hřbitov se stal po pohřebišti u Kremelské zdi druhým nejprestižnějším pohřebištěm v zemi. Po smrti Nikity Chruščova (1971), který upadl v nemilost, byl hřbitov uzavřen, protože Leonid Brežněv se obával politických demonstrací. Znovu byl zpřístupněn teprve roku 1987.
Na Novoděvičím hřbitově se nacházejí také hroby politiků Vjačeslava Michajloviče Molotova, Andreje Andrejeva a druhé Stalinovy manželky Naděždy Allilujevovny. Jsou zde pohřbeni spisovatelé Nikolaj Vasiljevič Gogol, Alexandr Nikolajevič Ostrovskij, Alexandr Tvardovskij, Vasilij Šukšin, filmový režisér Sergej Ejzenštejn, divadelní režiséři Konstantin Sergejevič Stanislavskij a Jevgenij Vachtangov, hudební skladatelé Sergej Prokofjev, Anton Rubinstein, Dmitrij Šostakovič a malíři Isaak Iljič Levitan, Valentin Alexandrovič Serov a Vladimir Jevgrafovič Tatlin. Najdeme zde také sovětského vědce, který řešil kritickou situaci v Černobylu 1986, Valerije Legasova. Náhrobky mnoha zesnulých symbolicky ukazují, čím si získali svůj posmrtný význam a proslulost.
Kromě samotného Novoděvičího hřbitova se nachází několik desítek hrobů a hrobek přímo v areálu kláštera v blízkosti chrámů (byť i jejich počet byl ve 30. letech radikálně snížen). Odpočívají zde tak například generál Alexej Alexejevič Brusilov, historik Sergej Solovjov, jeho syn Vladimir Solovjov či spisovatel Alexej Feofilaktovič Pisemskij.

### Pohřbené osobnosti
Na hřbitově novoděvičího kláštera jsou pochovány některé významné ruské a sovětské osobnosti:
| - Andrej Bělyj, (1880–1934), básník - Daniil Leonidovič Andrejev, (1906–1959), básník a spisovatel - Pavel Ivanovič Běljajev, (1925–1970), kosmonaut - Georgij Timofejevič Beregovoj, (1921–1995), kosmonaut - Sergej Fedorovič Bondarčuk, (1920–1994), herec a režisér - Boris Sergejevič Brujnov, (1922–1997), herec - Valerij Jakovlevič Brjusov, (1873–1924), spisovatel - Michail Bulgakov, (1881–1940), spisovatel a dramatik - Nikolaj Alexandrovič Bulganin, (1895–1975), státník - Anton Pavlovič Čechov, (1860–1904), spisovatel a dramatik - Fjodor Ivanovič Šaljapin, (1873–1938), operní pěvec - Sergej Michajlovič Ejzenštejn, (1898–1948), režisér - Ilja Grigorjevič Erenburg, (1891–1967), spisovatel a publicista - Jekatěrina Alexejevna Furcevová, (1910–1974), ministryně kultury - Nikolaj Vasiljevič Gogol, (1809–1852), spisovatel a dramatik - Raisa Gorbačovová, (1932–1999), první dáma SSSR a Ruska, manželka Michaila Gorbačova - Sergej Vladimirovič Iljušin, (1894–1977), letecký konstruktér - Nikita Chruščov, (1894–1971), státník - Ivan Nikitovič Kožedub, (1920–1991), letecké eso - Petr Alexejevič Kropotkin, (1842–1921), teoretik anarchismu | - Alexandr Ivanovič Lebeď, (1950–2002), voják a politik - Lev Davidovič Landau, (1908–1968), fyzik, nositel Nobelovy ceny za fyziku - Valerij Legasov, (1936–1988) sovětský vědec - Isaak Iljič Levitan, (1860–1900), malíř - Vladimir Vladimirovič Majakovskij, (1893–1930), básník - Vjačeslav Michajlovič Molotov, (1890–1986), politik - Nikolaj Platonovič Ogarev, (1813–1877), spisovatel a básník - David Fjodorovič Oistrach, (1908–1974), houslový virtuos - Alexandr Ivanovič Oparin, (1894–1980), biolog a biochemik - Ivan Jefimovič Petrov, (1896–1958), generál - Alexandr Ivanovič Pokryškin, (1913–1985), letecké eso - Boris Nikolajevič Polevoj, (1908–1981), spisovatel - Sergej Sergejevič Prokofjev, (1891–1953), hudební skladatel - Valentin Alexandrovič Serov, (1865–1911), spisovatel a malíř - Alexej Viktorovič Ščusev (1873–1949), architekt - Dmitrij Dmitrijevič Šostakovič, (1906–1975), hudební skladatel - Vasilij Makarovič Šukšin, (1929–1974), spisovatel a herec - Konstantin Sergejevič Stanislavskij, (1863–1938), herec, divadelní režisér a teoretik - Andrej Nikolajevič Tupolev, (1888–1972), letecký konstruktér |

## Galerie

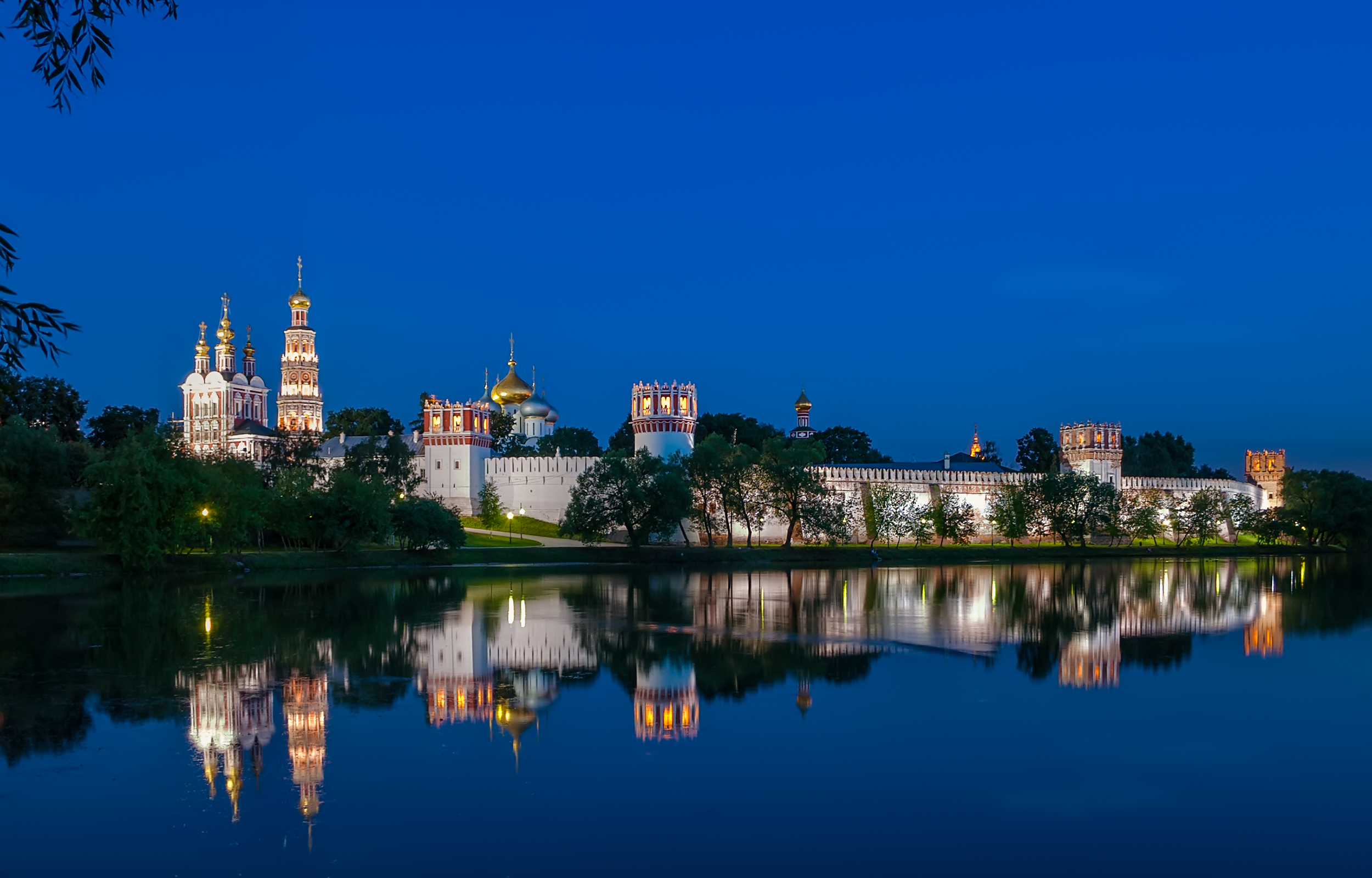
Pohled přes Novoděvičí rybník
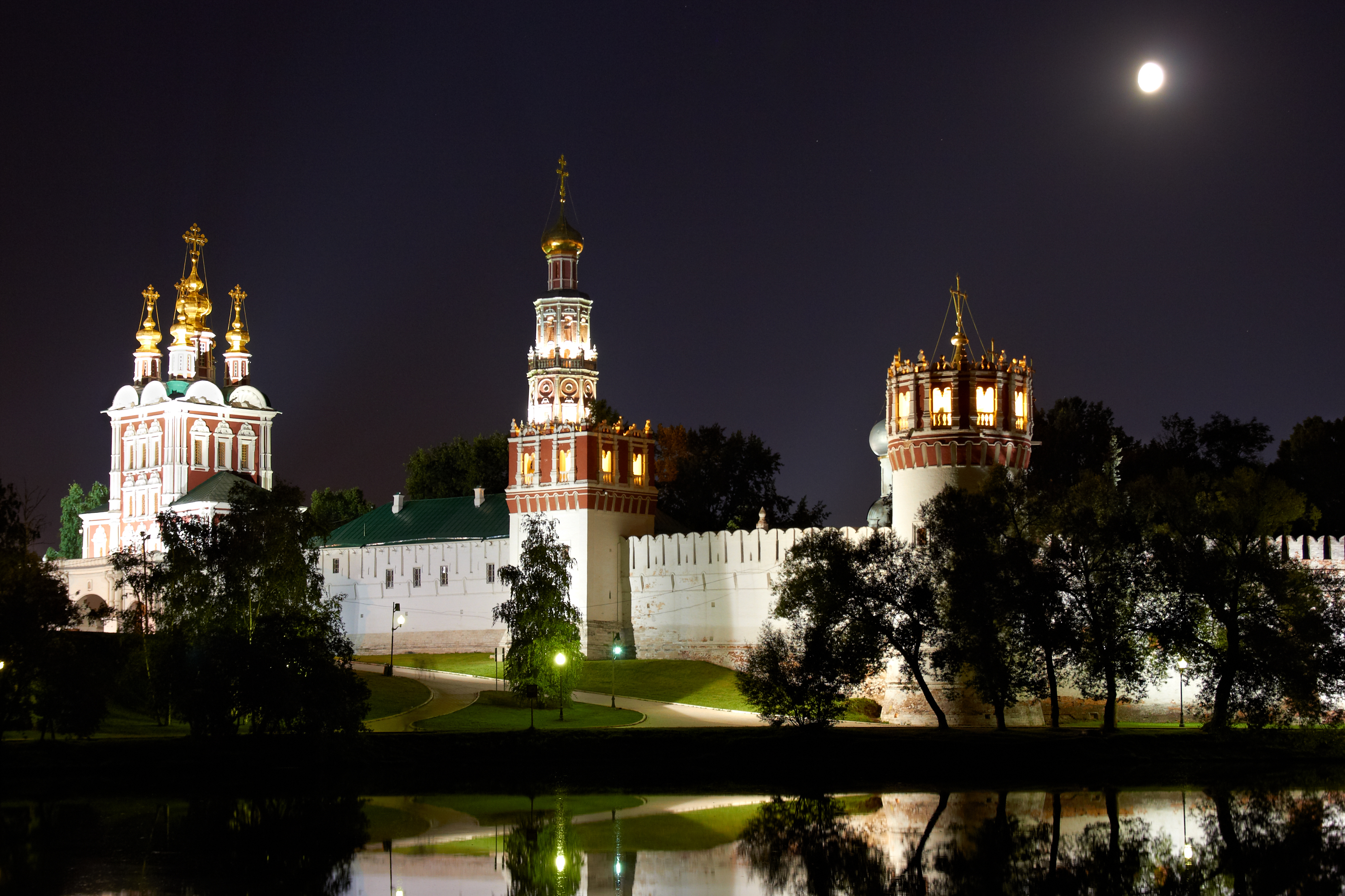
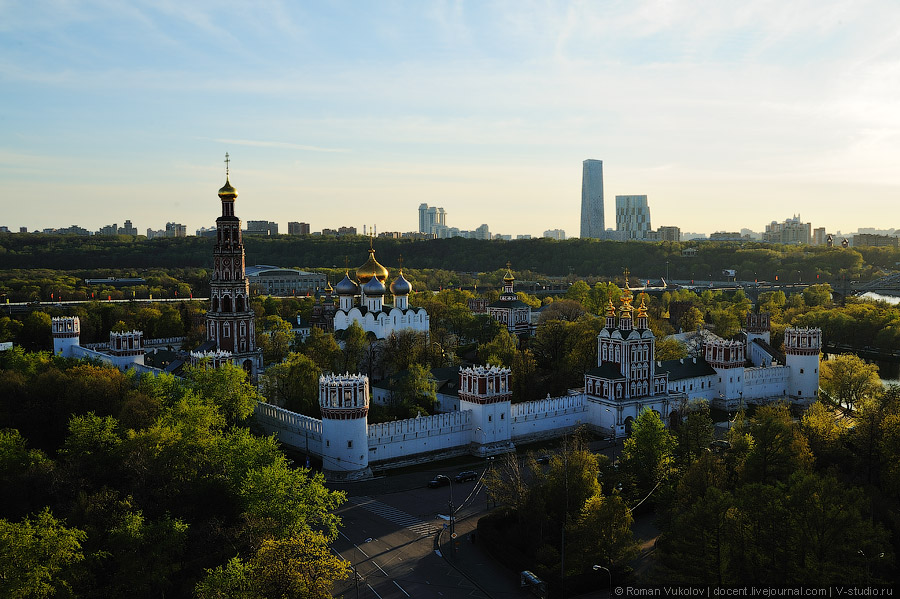
Pohled z výšky
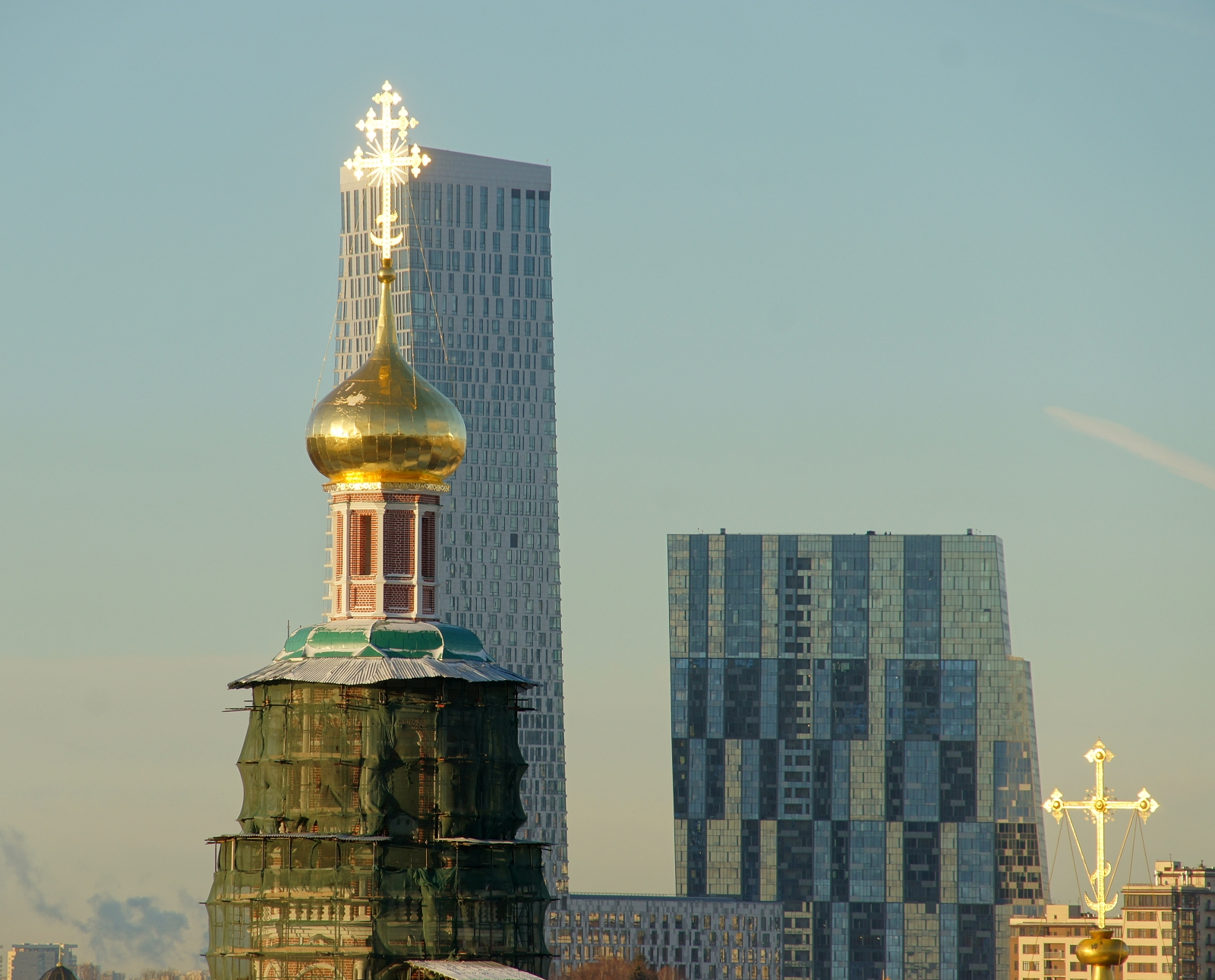
Věž zvonice s mrakodrapy na pozadí